# Carlos Castro (periodista)
Carlos Castro (Moçâmedes, 5 de octubre de 1945 - Nueva York, 7 de enero de 2011) fue un periodista, escritor, cronista social y transformista portugués.

## Biografía
Carlos Castro nació en Angola, momento en el que se encontraba bajo dominio portugués. En 1975, época en donde el imperio portugués veía su ocaso tras la independencia de sus colonias, entre ellas Angola, Castro se trasladó a Portugal. Abiertamente homosexual, fue durante años el organizador de numerosas producciones artísticas, como a «Grande Noite do Fado» o la «Gala Noite dos Travestis». Colaboraba en varias publicaciones de la prensa portuguesa, especialmente en el Correio da Manhã como cronista social.
El 7 de enero de 2011 fue encontrado en una habitación del hotel Intercontinental de Times Square, en Nueva York. Carlos Castro se habría inscrito en el hotel el 29 de diciembre de 2010, acompañado por el modelo portugués Renato Seabra. Fue encontrado sin ropa e inconsciente, con señales de haber sido agredido en la cabeza y sexualmente mutilado. Informaciones periodísticas señalan que Seabra confesó el asesinato a la policía, que habría cometido para «liberarlo [a Castro] de sus demonios homosexuales.»

### Libros publicados
- Solidão Povoada (2007)[10]
- As Mulheres Que Marcaram a Minha Vida (2010)[11]
- O Chique e o Choque[1]
- Desesperadamente (poesía)[1]
- Ruth Bryden[1]